# Sambandstjänst
Sambandstjänst är den tjänst som rör informationsöverföring, signalering, inom och mellan militära förband. Med civil terminologi brukar detta kallas kommunikation, men kommunikationstjänst betecknar i svenskt militärt språkbruk anordning av infrastruktur för transporter.

## Historik
Historiskt har man använt fanor och musikinstrument för signalering. Detta har levt kvar i militärmusiken.